# 喜連川尊信
喜連川 尊信（きつれがわ たかのぶ、1619年（元和5年） - 1653年4月14日（承応2年3月17日））は、下野国喜連川藩の第2代藩主。右兵衛督。

## 略歴
元和5年（1619年）、下総国鴻巣で生まれた。父は喜連川義親。母は松月院（花房氏。榊原康政の養女。康政側室の花房氏の姪。）。幼名は龍千代丸。
元服して尊信と名乗った。
寛永4年（1627年）7月、父の義親が祖父の頼氏より先に死去した。翌寛永7年（1630年）6月、祖父の頼氏が亡くなり、遺領を継いだ。頼氏は喜連川に居住していたが、祖母の足利氏姫や父の義親が古河城郊外の鴻巣御所に居住し続けていたため、尊信もこの相続まで鴻巣御所で暮らし、喜連川には住んでいなかった。尊信が喜連川に移った後、鴻巣御所および周辺の領地300石余は幕府に収公されて公儀御料となった後、古河藩領とされ、時宗十念寺の寺域となった。 
正保4年（1647年）、藩の主導権を巡って藩内で喜連川騒動が発生した。慶安元年（1648年）、幕命により、7歳の嫡子昭氏に家督を譲り、致仕隠居した。
承応2年（1653年）3月17日、35歳で死去した。法号は昌山桂公瑞芳院。

## 家族
正室は那須資景の娘。子は、女子（福原資敏妻）、女子（永山栄和尚。鎌倉東慶寺に住む）、女子（天野雄重妻）、昭氏、氏信。

## 系譜
父母
- 喜連川義親
- 松月院 ー 榊原康政の養女、花房氏の姪

正室
- 那須資景の娘

継室
- 三浦掃部清右衛門（家臣）の娘

側室
- 欣浄院：一色氏久の曾孫。家老一色崇貞の養女。

子女
- 喜連川昭氏（長男） - 生母は欣浄院
- 喜連川氏信（次男） - 生母は三浦掃部清右衛門の娘。尊信の隠居後に誕生。
- 福原資敏正室
- 天野雄重室
- 永山尼 - 鎌倉東慶寺21世住持。これ以降暫く、喜連川藩は東慶寺の利権を支配した。